# Jerzy Kukuczka
Józef Jerzy Kukuczka (Katowice, Polônia, 24 de março de 1948 – ascensão do Lhotse, Nepal, 24 de outubro de 1989) foi um montanhista polonês. Em 18 de setembro de 1987 ele se tornou o segundo homem depois de Reinhold Messner a ter escalado todas as montanhas com mais de 8 000 metros do mundo.
Kukuczka é considerado por muitos como um dos melhores alpinistas de alta altitude de todos os tempos. Ele escalou todos os quatorze picos com mais de 8 000 m mais rapidamente do que qualquer outra pessoa (em sete anos, onze meses e quatorze dias) até quando em 20 de maio de 2013 o coreano Kim Chang-ho conseguiu de bater esse recorde com oito dias de antecipo e sem ter usado oxigênio suplementar. Durante a sua carreira como alpinista, Kukuczka estabeleceu dez novas rotas e escalou quatro picos (dos quais três pela primeira vez) eminvernal. Ele utilizou ocasionalmente oxigênio suplementar durante a subida do Everest.
1. 1979 - Lhotse - rota normal
2. 1980 - Monte Everest - nova rota
3. 1981 - Makalu - nova rota, solo
4. 1982 - Broad Peak - rota normal, estilo alpino
5. 1983 - Gasherbrum II - nova rota, estilo alpino
6. 1983 - Gasherbrum I - nova rota, estilo alpino
7. 1984 - Broad Peak - nova rota, estilo alpino
8. 1985 - Dhaulagiri - primeira ascensão invernal
9. 1985 - Cho Oyu - ascensão invernal, nova rota
10. 1985 - Nanga Parbat - nova rota
11. 1986 - Kanchenjunga - primeira ascensão invernal
12. 1986 - K2 - nova rota, estilo alpino
13. 1986 - Manaslu - nova rota, estilo alpino
14. 1987 - Annapurna I - primeira ascensão invernal
15. 1987 - Shishapangma - nova rota, estilo alpino

Jerzy Kukuczka morreu durante uma tentativa de escalar a face sul do Lhotse, no Nepal, em 24 de outubro de 1989, a uma altitude de cerca de 8 200 metros. Uma corda de segunda-mão que ele comprara em um mercado de Katmandu rompeu-se durante a ascensão, causando uma queda mortal